# Malm (Pyttis)

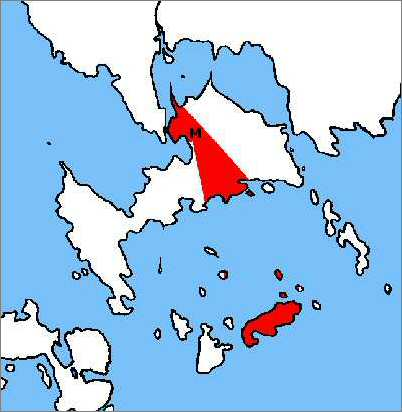
Malms by

Malm, by, tidigare enstaka hemman, på Mogenpört ö i Pyttis kommun i landskapet Kymmenedalen. Kallas på orten i dagligt tal för Malms. På finska Malmi.